# Dominik Roels
Dominik Roels (Colonia, 21 gennaio 1987) è un ex ciclista su strada e pistard tedesco, professionista dal 2007 al 2010. Ha preso parte a due edizioni della Vuelta a España, terminandole entrambe.

## Carriera
Passato professionista in giovanissima età nel 2007 e considerato uno talenti emergenti del panorama ciclistico tedesco, ha ottenuto una sola vittoria durante la sua carriera pro, nel criterium Cologne Classic. Nel 2008 ha ottenuto il suo primo piazzamento di un certo rilievo, arrivando nono nella settima tappa del Giro di Polonia ed arrivando anche nono nel campionato nazionale su strada in linea.
Nel 2009 partecipa al suo primo grande giro, la Vuelta a España, distinguendosi come ottimo attaccante ed entrando in ben cinque fughe; in quella corsa ottiene però come miglior risultato un terzo posto nella quindicesima tappa con arrivo a Cordova. Nel 2010 prende parte al Giro d'Italia e alla Vuelta a España senza però ottenere piazzamenti significativi.

## Palmarès
- 2005 (Juniores)

2ª tappa, 2ª semitappa Münsterland Tour (Coesfeld)
3ª tappa Münsterland Tour (Ibbenbüren)
Classifica generale Münsterland Tour
3ª tappa Tour de Lorraine (Erzange > Erzange, cronometro)
Campionati tedeschi, Prova in linea Juniores
- 2006 (Juniores)

Erzgebirgsrundfahrt
- 2016 (Embrace The World, una vittoria)

3ª tappa Tour du Sénégal (Dakar > Dakar)

### Altri successi
- 2006 (Team Wiesenhof Akud)

1ª tappa Vuelta a Tenerife (Guamasa, cronosquadre)
- 2009

Cologne Classic (criterium)
- 2012

Mönchengladbach (criterium)
Stadtlohn (criterium)
- 2014

Grosser Preis der Möbelstadt Rück
- 2016 (Embrace The World)

Memorial Josep Nicolau-Lloret
Classifica a punti Tour du Sénégal

### Pista
- 2005 (Juniores)

Campionati tedeschi, Corsa a punti Juniores

## Piazzamenti

### Grandi Giri
- Giro d'Italia

2010: non partito (12ª tappa)
- Vuelta a España

2009: 83º
2010: 119º

### Classiche monumento
- Parigi-Roubaix

2009: ritirato
- Liegi-Bastogne-Liegi

2008: ritirato
2010: ritirato
- Giro di Lombardia

2009: ritirato
2010: ritirato

### Competizioni mondiali
- Campionati del mondo

Salisburgo 2005 - Cronometro Juniores: 5º
Salisburgo 2005 - In linea Juniores: 69º
Salisburgo 2006 - In linea Under-23: 101º

### Competizioni europee
- Campionati europei

Valkenburg 2006 - Cronometro Under-23: 20°
Sofia 2007 - In linea Under-23: 87°